# Графства Північної Ірландії
Гра́фство (англ. County) — основна адміністративно-територіальна одиниця Ірландії — це відноситься як до Республіки Ірландія, так і до Північної Ірландії. Сьогодні на острові Ірландія нараховується 32 графства, 26 з них входять до складу Республіки Ірландії, 6 — до складу Північної Ірландії. 
В свою чергу острів Ірландія ділиться на 4 історичні області — Ольстер, Коннахт, Манстер і Ленстер.  Крім того до Ольстеру також входять три графства Республіки Ірландія — Донегол, Монахан і Каван.

## Графства
| № на мапі | Графство    | Адміністративний центр | Утворене | Територія, км² | Населення, осіб (2011) | Щільність населення, осіб/км² | Північна Ірландія                                    |
| --------- | ----------- | ---------------------- | -------- | -------------- | ---------------------- | ----------------------------- | ---------------------------------------------------- |
| 1         | Антрім      | Антрім                 | 14 ст.   | 3046           | 618 108                | 202,92                        | Мапа Північної Ірландії з пронумерованими графствами |
| 2         | Арма        | Арма                   | 1584     | 1254           | 174 792                | 139,39                        | Мапа Північної Ірландії з пронумерованими графствами |
| 3         | Даун        | Даунпатрік             | 14 ст.   | 2466           | 531 665                | 215,60                        | Мапа Північної Ірландії з пронумерованими графствами |
| 4         | Фермана     | Енніскіллєн            | 1584     | 1691           | 61 170                 | 36,17                         | Мапа Північної Ірландії з пронумерованими графствами |
| 5         | Лондондеррі | Деррі                  | 1613     | 2075           | 247 132                | 119,10                        | Мапа Північної Ірландії з пронумерованими графствами |
| 6         | Тірон       | Ома                    | 1584     | 3263           | 177 986                | 54,55                         | Мапа Північної Ірландії з пронумерованими графствами |